# Evangelhos de Mokvi

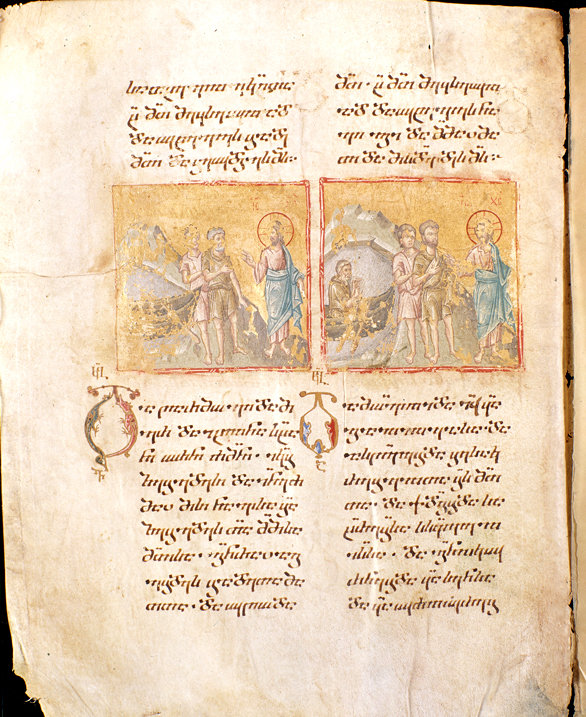
Mokvi Gospels

Os Evangelhos de Mokvi (em georgiano: მოქვის ოთხთავი) é um manuscrito iluminado datado do do século XIII, sendo um dos quatro evangelhos escritos em georgiano e ricamente decorado com miniaturas na Catedral de Mokvi, situada na Abecásia. Os Evangelhos de Mokvi contém 329 páginas, cada uma com 30x23,5 centímetros de tamanho e um longo ciclo de 157 miniaturas pintadas em ouro. O manuscrito encontra-se, atualmente, preservado no Centro Nacional de Manuscritos da Geórgia, em Tbilisi.
Os Evangelhos de Mokvi foram compilados por volta de 1300, tendo sido copiados, certamente, por Efraim, a mando de Daniel, Arcebispo de Mokvi. Foram doados à Catedral da Santa Virgem de Mokvi após sua compilação. O próprio Daniel é retratado em uma das miniaturas,manifestando uma oração à Virgem Maria. Naumann e Belting assumem que o autor das miniaturas foi treinado em Constantinopla por volta de 1290, levando consigo o estilo bizantino para a Geórgia. O manuscrito foi então transportado para o Mosteiro de Guelati, perto de Cutáissi, onde ainda era mantido na década de 1880. Foi então levado para um museu em Tbilisi e, em seguida, para a França, após a invasão soviética da Geórgia, como parte dos tesouros do museu da Geórgia em 1921. Foi repatriado para a Geórgia em 1945, quando o país ainda encontrava-se sob influência e domínio soviéticos, e encontrou sua residência no Centro Nacional de Manuscritos. A partir de 2015, estavam em andamento esforços para melhorar a conservação e o reparo do manuscrito.
Além da multiplicidade de miniaturas, o Evangelho de Mokvi se destaca por sua técnica de execução. Nos livros da Geórgia, o ouro era usado para preencher o fundo das miniaturas, que eram presas à folha por meio de alho ou adesivo especial. Assim, nos manuscritos georgianos, as áreas eram cobertas com ouro, que ficavam além dos contornos das miniaturas, sendo que os Evangelhos de Mokvi apresentam esta característica. A miniatura, originalmente, foi coberta com folha de ouro, em seguida, coberta com corantes feitos em seus contornos. Essa pintura não foi justificada e uma das causas de danos significativos à miniatura é frequentemente atribuída à técnica distintiva de dobra - a tinta absorve o ouro por um tempo, fazendo com que a tinta se afaste gradualmente do ouro e danifique a pintura em miniatura..
As miniaturas do evangelho formam todo um ciclo ilustrativo que começa com a genealogia de Jesus Cristo, apresentada no início do Evangelho de Mateus, e termina com o derramamento do Espírito Santo e a Assunção da Virgem. Vale ressaltar que a imagem da árvore genealógica de Cristo é rara em miniaturas georgianas. As miniaturas que representam a vida de Cristo são organizadas em ordem cronológica. O Evangelho de Mateus é ilustrado, enquanto o restante dos capítulos é preenchido com ciclos ilustrativos. Ao longo da história georgiana, são raras as repetições de uma miniatura retratando um fato histórico outrora retratado em outra miniatura, sendo que os evangelhos de Mokvi contém seu próprio ciclo ilustrativo.